# Bergeranthus
Bergeranthus es un género con 26 especies descritas y de estas, solo 10 aceptadas, de plantas con flores perteneciente a la familia Aizoaceae.

## Taxonomía
El género fue descrito por Martin Heinrich Gustav Schwantes y publicado en Zeitschrift für Sukkulentenkunde. Berlin 2: 179. 1926.
Etimología
El nombre del género fue otorgado en honor de Alwin Berger, botánico alemán conocido por su contribución a la nomenclatura de las plantas suculentas, particularmente agaves y cactos. 

## Especies
- Bergeranthus addoensis L.Bolus
- Bergeranthus albomarginatus A.P.Dold & S.A.Hammer
- Bergeranthus artus L.Bolus
- Bergeranthus concavus L.Bolus
- Bergeranthus katbergensis L.Bolus
- Bergeranthus leightoniae L.Bolus
- Bergeranthus multiceps (Salm-Dyck) Schwantes
- Bergeranthus nanus A.P.Dold & S.A.Hammer
- Bergeranthus scapiger (Haw.) Schwantes
- Bergeranthus vespertinus (Berger) Schwantes